# Blackwell (Kumbria)
Blackwell – osada w Anglii, w Kumbrii, w dystrykcie (unitary authority) Cumberland. Leży 3 km na południe od miasta Carlisle i 418 km na północny zachód od Londynu.